# Achrioptera impennis
Achrioptera impennis är en insektsart som beskrevs av Ludwig Redtenbacher 1908. Achrioptera impennis ingår i släktet Achrioptera och familjen Phasmatidae. Inga underarter finns listade i Catalogue of Life.